# Thủy điện Đăk Bla
Thủy điện Đăk Bla là thủy điện xây dựng trên dòng Đăk Bla tại vùng đất xã Đăk Ruồng huyện Kon Rẫy tỉnh Kon Tum, Việt Nam .
Thủy điện Đăk Bla 1 có công suất lắp máy 15 MW với 2 tổ máy, sản lượng điện hàng năm 61,6 triệu KWh, khởi công tháng 6/2015, hoàn thành tháng 7/2018.

## Đăk Bla
Sông Đăk Bla hay Krông B'Lah là phụ lưu hợp thành của sông Sê San. Sông có chiều dài 157 km và diện tích lưu vực là 3.436 km.
Sông Đăk Bla bắt nguồn từ chân núi Ngọc Linh ở huyện Tu Mơ Rông. Tại xã Đăk Ruồng huyện Kon Rẫy Đăk Bla hợp lưu hai dòng Đăk Nghé (Đăk Snghé) và Đăk Pơ Ne, chảy về hướng tây nam.
Sông chảy qua thành phố Kon Tum và là dòng nước tạo nên cảnh quan thơ mộng cho thành phố 14°20′46″B 108°00′02″Đ / 14,346176°B 108,000478°Đ.
Tại rìa xã Ia Khai huyện Ia Grai tỉnh Gia Lai thì dòng Krông B'Lah hợp lưu với dòng Ia Grai thành sông Sê San 14°03′58″B 107°38′51″Đ / 14,066009°B 107,647541°Đ.